# 방사성 동위 원소

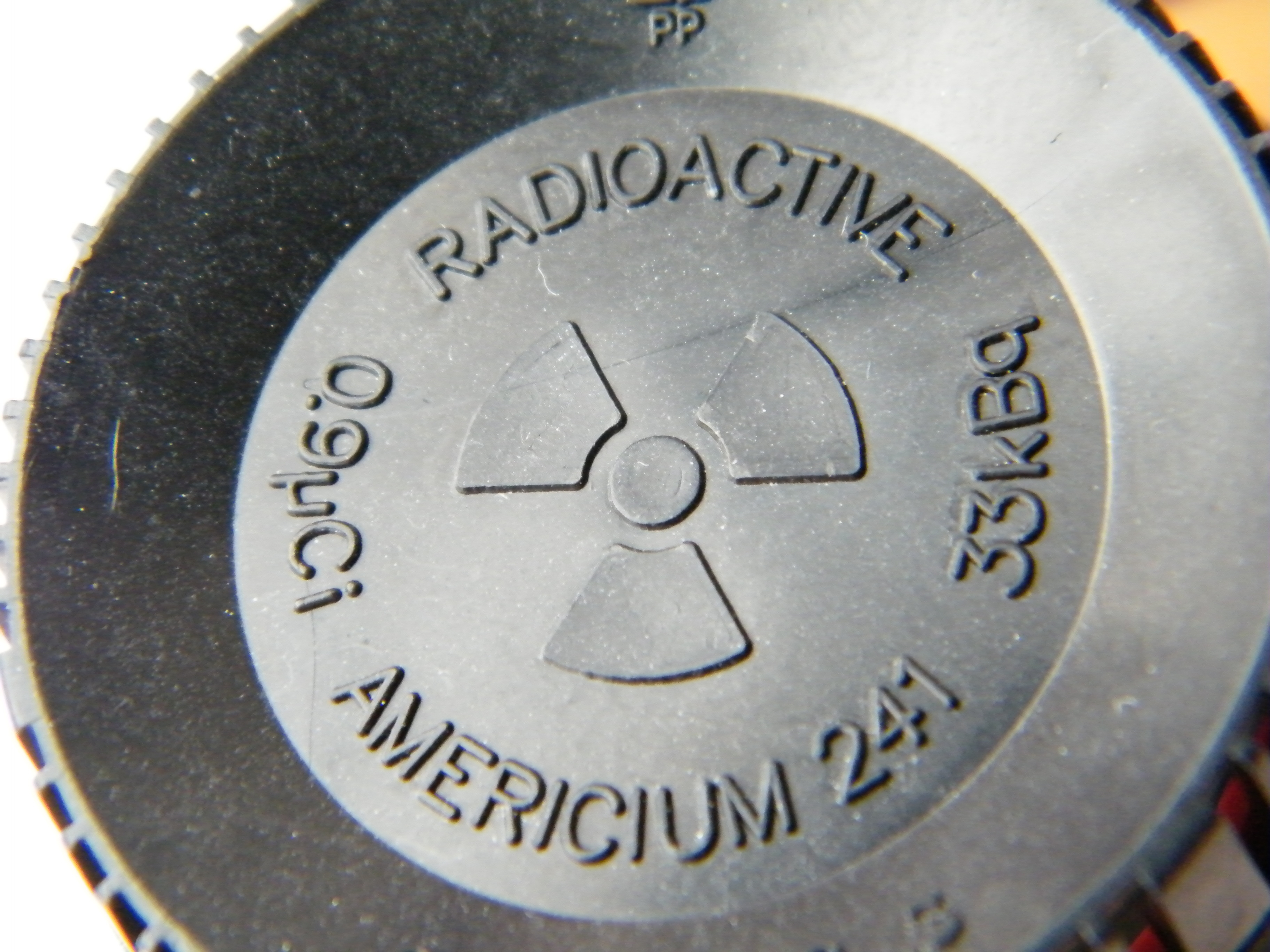

동위 원소 중에 방사능이 있는 것을 방사성 동위 원소(放射性同位元素)라고 하며, 이런 불안정한 원자핵을 가진 원자를 방사성 핵종(放射性核種)이라고 한다. 방사성 핵종은 감마선이나 다른 아원자 입자를 방출하며 방사성 감쇠를 하게 된다. 방사성 동위 원소는 천연 상태로 산출되기도 하며, 인공적으로 합성되기도 한다.
방사성 핵종은 중성자나 양성자의 수가 너무 많아서 핵 에너지가 남아돌아 불안정하게 되는 핵종이다. 이렇게 에너지가 초과되면 세 가지 방법 중 하나로 이용된다. 원자핵에서 감마선으로 방출된다거나, 전자 중 한 개로 전달되어 전환전자로 방출된다거나, 원자핵에서 알파 입자나 베타 입자와 같은 새로운 입자를 만들어 방출하는 데 사용된다. 그러한 과정에서 방사성 핵종은 방사성 붕괴를 거친다. 이렇게 방출되는 것은 다른 원자에서 전자를 방출할 만큼 충분한 에너지가 있기 때문에 이온화 방사선으로 여겨진다. 방사성이 붕괴되면 안정된 핵종을 만들거나 가끔 불안정한 신규 방사성 핵종을 생성해서 또 다시 붕괴할 수 있다. 단일 원자 수준에서 일어나는 방사성 붕괴는 무작위로 진행되는 과정이기 때문에 하나의 특정 원자가 언제 붕괴할지 예측하기가 대단히 곤란하다. 그렇지만 단일 핵종의 원자 집합의 경우에는 측정된 붕괴 상수로부터 붕괴율과 그에 따른 단일 핵종 원자 집합의 반감기(t1/2)를 산출할 수 있다. 방사성 원자의 반감기의 총 범위는 아직 상한선이 정해지지 않았으며 10의 55승을 넘는 시간 범위에 걸친다.
방사성 핵종은 자연 발생하거나 원자로나 사이클로트론(원자의 핵변환이나 동위 원소 제조에 쓰는 가속 장치), 입자 가속기(분자 가속기), 방사성 핵종 발생기에서 인공 생산된다. 반감기가 60분이 넘는 방사성 핵종은 약 730개가 있다. 그중 32개는 지구가 탄생하기 전에 생겨난 최초의 방사성 핵종이다. 적어도 60개 이상의 방사성 핵종은 자연에서 검출할 수 있다. 이러한 방사성 핵종은 최초의 딸핵종이거나 우주 방사선에 의하여 지구상에서 자연적으로 생산되는 방사성 핵종이다. 2400여 가지가 넘는 방사성 핵종의 반감기는 60분 미만이다. 그 중 대부분은 인위적으로만 생산되고 반감기가 매우 짧다. 그에 비해 안정된 핵종은 약 251가지이다. 이론적으로는 이중 146개만 안정적이며, 나머지 105개는 알파 붕괴나 베타 붕괴, 이중 베타(β) 붕괴, 전자 포획, 이중 전자 포획을 거쳐 붕괴한다고 알려져 있다.
모든 화학 원소는 방사성 핵종으로 존재할 가능성이 있다. 아무리 가벼운 원소인 수소도 우리가 잘 알고 있는 방사성 핵종인 삼중 수소를 포함하고 있다. 납보다 무거운 원소와 테크네튬(Tc)과 프로메튬(Pm) 원소는 방사성 핵종으로만 실존한다. 이론적으로는 디스프로슘(희토류 금속 원소 중 한 가지, Dy)보다 무거운 원소는 오로지 방사성 핵종으로 존재하지만, 금과 백금과 마찬가지로 이러한 원소 중 일부는 관찰 결과 안정적이며 반감기가 아직 밝혀지지 않았다.
일반적으로 방사성 핵종은 의도치 않게 노출되었을 경우 인간을 포함한 생물체에 유해한 영향을 주지만, 저농도의 방사성 핵종에 자연적으로 노출될 경우에는 해를 끼치지 않는다. 피해 정도는 생성되는 방사선의 특성과 정도, 노출량과 노출 특성(밀접 접촉, 흡입, 섭취), 해당 원소의 생화학적 특성에 따라 다르며, 암 발생 위험성이 증가하는 것이 가장 흔한 결과다. 그럼에도 불구하고 핵의학에서는 적합한 특성을 보이는 방사성 핵종을 진단과 치료에 모두 활용한다. 방사성 핵종으로 만든 영상 추적자(인체 내부 관찰에 이용되는 방사능 물질)를 방사성 추적자라고 한다. 방사성 핵종으로 만든 의약품을 방사성 의약품이라고 한다.

## 자연 발생 방사성 핵종
지구상에서 자연 발생하는 방사성 핵종은 최초 방사성 핵종, 이차 방사성 핵종, 우주 발생 방사성 핵종 세 가지로 나뉜다.
방사성 핵종은 항성 핵합성과 초신성 폭발 과정에서 안정적인 핵종과 함께 만들어진다. 대부분은 빠르게 붕괴되기는 하지만 아직도 천문학적으로 관측할 수 있으며 이를 통해 천문학적인 자연 현상을 파악하는 데 중요한 역할을 할 수 있다. 우라늄(U)과 토륨(Th)과 같은 최초 방사성 핵종이 현존하는 이유는 반감기가 너무 길어서(1억 년 초과) 아직 완전하게 붕괴되지 않았기 때문이다. 일부 방사성 핵종은 우주 나이의 몇 배 정도로 반감기가 너무 길어서 최근에 와서야 붕괴 현상이 감지되었으며, 대부분은 실용적인 목적으로 본다면 비스무트-209처럼 안정하다고 볼 수 있다. 그런데 이러한 붕괴가 감지되었다는 점은 비스무트(Bi)가 더 이상 안정하다고 간주하지 않는다. 다른 핵종에서도 붕괴 현상을 관찰할 수 있으므로 최초 방사성 핵종 목록에 추가될 가능성이 있다.
이차 방사성 핵종은 최초 방사성 핵종이 붕괴하면서 파생되는 방사성 동위원소이다. 이러한 핵종은 최초 방사성 핵종보다 반감기가 짧다. 그리고 최초 방사성 핵종인 토륨-232, 우라늄-238, 우라늄-235의 붕괴 사슬(계열)에서 나타난다. 예를 들면 자연 동위원소 폴로늄(Po)과 라듐(Ra)이 있다. 탄소-14와 같은 우주 발생 동위원소가 존재하는 이유는 우주 광선으로 인해 이러한 것들이 대기 중에서 끊임없이 생겨나기 때문이다. 이러한 방사성 핵종의 상당 부분은 자연계에서 아주 적은 분량으로만 존재하며, 그중에는 모든 우주 발생 핵종도 포함되어 있다. 이차 방사성 핵종은 반감기에 비례하여 발생하기 때문에 반감기가 짧은 방사성 핵종은 극히 드물다. 예를 들면 폴로늄은 우라늄 광석에서 미터·톤 (1,000kg)당 약 0.1mg (1010분의 1)에 해당하는 양을 발견할 수 있다. 자연 상태에서는 방사성 핵종이 사실상 검출 불가능한 양으로 추가적으로 발생할 수 있다. 이러한 현상은 저절로 일어나는 핵분열이나 드물게 발생하는 우주 광선과의 상호작용의 결과이다.

## 핵분열
방사성 핵종은 핵분열과 원자핵 폭발이라는 불가항력적인 결과로 생겨난다. 핵분열 과정에서는 다양한 핵분열 생성물이 나오는데, 그 중 대부분이 방사성 핵종이다. 다양한 악티늄 원소를 생성하는 핵연료와 주변에 있는 구조물에 방사선을 조사하면 방사성 핵종이 추가적으로 생성되면서 방사화 생성물이 나온다. 이렇게 다양한 화학적 성질과 방사능을 지닌 방사성 핵종이 복잡하게 혼합되어 있기 때문에 핵 폐기물과 핵폭발로 인한 방사능 낙진을 처리하기가 특히나 어렵다.

## 합성
원자로나 입자 가속기, 방사성 핵종 발생기를 이용하여 인간의 개입을 통해 합성하는 것은 합성 방사성 핵종이다. 방사성 동위 원소는 핵 폐기물에서 추출할 수 있고 원자로를 통해 계획적으로 생산하며 원자로 중심부 안에 존재하는 고선속 중성자를 이용할 수 있다. 이러한 중성자는 원자로 내부에 있는 원소를 활성화시킨다. 원자로에서 나오는 전형적인 생산물은 바로 이리듐-192이다. 원자로 안에서 중성자를 흡수하는 경향이 높은 원소를 중성자 반응 단면적이 큰 원소라고 부른다. 사이클로트론(원자의 핵변환이나 동위 원소 제조에 쓰는 가속 장치) 같은 입자 가속기는 입자를 가속하여 목표물을 타격하고 방사성 핵종을 만들어낸다. 사이클로트론은 목표물 방향으로 양성자를 가속시켜 플루오린(F, 불소)-18와 같은 양전자 방출 방사성 핵종을 만들어낸다. 방사성 핵종 발생기에는 어미 핵종이 포함되어 있으며, 이 핵종이 붕괴하면서 방사성 딸 핵종을 만들어낸다. 일반적으로 어미 핵종은 원자로에서 생성된다. 대표적으로 핵의학 분야에서 활용되는 테크네튬(Tc)-99m 발생기가 있다. 원자로에서 생성되는 어미 핵종은 몰리브덴(Mo)-99이다.

## 핵종별 용도
- 갈륨-67(Gallium-67): 가속기 생산. 종양 영상, 염증 위치 판별 등 의료진단에 사용
- 갈륨-68(Gallium-68): 발생기(Ge-68) 생산. PET, PET/CT에 양전자 방출체로 사용
- 구리-64(Copper-64): 가속기 생산. 유전 질환 연구에 구리 대사 영향, Willson 및 Menke 질환, 종양의 영상진단, 치료에 사용
- 구리-67(Copper-67): 가속기 생산. 종양치료, 단일세포항체와 환자의 암부위에 주사되어 종양을 파괴하고, 항체와 결합을 도와줌
- 금-198(Gold-198): 원자로 생산. 용광로(고로)에서 고로성능 측정효율, 잔류시간 측정, 해양침식수준 측정 등에 사용
- 납-210(Lead-177): 자연물질 농축. 80년까지 토양 및 모래 층의 연대 측정
- 니켈-63(Nikel-63): 폭발물 탐지, 전압안정기, 과전류 방지, GC에서 전자포획 검출에 사용
- 디스프로슘-165(Dysprosium-165): 원자로 생산. 관절염 활막 절제술을 위한 수산화물 결집
- 라듐-226(Radium-226): 피뢰침 제작에 보다 효과적임
- 란타넘-140(Lanthanum-140): 원자로 생산. 용광로(고로)에서 고로성능 측정효율, 잔류시간 측정 등에 사용
- 레늄-186(Rhenium-186): 원자로 생산. 베타/감마 동시 방출로 치료와 진단을 동시 수행, 뼈암의 고통 완화
- 레늄-188(Rhenium-188): 원자로 생산. 혈관 수술시 관상동맥에 베타 조사
- 루비듐-82(Rubidium-82): 발생기(Sr-82) 생산. 심근관류영상 PET 기전
- 루테튬-177(Lutetium-177): 원자로 생산. 반감기 6.7일. 베타/감마 동시 방출, Lu-176으로 제조. 동시 진단/치료, 분자 생물학, 유전 연구
- 망가니즈-54(Manganese-54): 원자로 생산. 광물수의 흐름에서 중금속 성분의 거동 예측에 사용
- 몰리브데넘-99(Molybdenum-99): 원자로 생산. 테크네슘-99m을 생산하기 위한 발생기로 사용
- 플루오린-18(Florine-18): 가속기 생산. 추적자로 사용 : FLT, F-miso, PET에 양전자 방출체로 사용, 간질, 치매, 정신병 등 뇌 생리학 및 뇌 병리학 연구
- 비스무트-213(Bismuth-213): 원자로 생산. 반감기 46분. 고에너지(8.4MeV) 특성을 이용해서 알파표적치료 법을 적용하여 암치료에 활용
- 사마륨-153(Samarium-153): 원자로 생산. 뼈속 2차 암의 통증 완화, 전립선, 유방암에 효과
- 산소-15(Oxygen-15): 가속기 생산. PET에 양전자 방출체로 사용, 간질, 치매, 정신병 등 뇌 생리학 및 뇌 병리학 연구
- 세슘-137(Cesium-137): 원자로 생산. (의료)환자의 종양의 치료, 환자에 투여 선량이 정확한지 측정, (산업)석유배관에서 유체 흐름 측정 및 관리, 유정 탐사 연구, 식품, 약품, 기타 제품 포장의 액위 측정에 사용(포장 내부 제품은 방사화 되지 않음)
- 셀레늄-75(Selenium-75): 원자로 생산. 단백질 연구, 소화 효소 생성, 생명 공학 연구에 사용. NDT 감마 영상에 사용
- 소듐(나트륨)-24(Sodium-24): 원자로 생산. 인체 내부의 전해질 연구, 산업용 파이프라인에서 결함위치 검사, 석유 유정 연구에 사용
- 스칸듐-46(Scandium-46): 원자로 생산. 용광로(고로)에서 고로성능 측정효율, 잔류시간 측정 등에 사용
- 스트론튬-82(Strontium-82): 가속기 생산. Rb-82 모핵종
- 스트론튬-85(Strontium-85): 뼈의 구조 및 신체 대사 연구에 사용
- 스트론튬-89(Strontium-89): 원자로 생산. 베타 방출핵종. 전립선암 뼈암의 통증 완화에 효과적
- 스트론튬-90(Strontium-90): 학교, 군대, 비상 대응기구의 측정기. 담배 제조 센서, 의학적 치료에 사용
- 아메리슘-241(Americium-241): 원자로 생산. 후방산란게이지, 연기 감지기, 화학물질의 액위 측정, 철판 및 종이의 두께 측정, 석유 유정의 위치 결정에 사용
- 아연-65(Zinc-65): 원자로 생산. 수중에서 유출되는 중금속 성분의 거동 예측에 사용
- 어븀-169(Erbium-169): 원자로 생산. 활막 관절에서 관절염 통증 완화
- 염소-36(Chlorine-36): 자연물질 농축. 반2만년까지 물의 연대 측정, 염소의 기원 측정
- 아이오딘-123(Iodine-123): 가속기 생산. 갑상선 질환 및 뇌기능을 포함한 기타 대사 질환에 널리 이용
- 아이오딘-124(Iodine-124): 가속기 생산. 추적자
- 아이오딘-125(Iodine-125): 원자로 생산. 전립선, 뇌에 강내치료, 전립선 정화율 평가 및 진단, 다리의 혈전증 진단, 방사선진단시약, 임상시험 및 갑상선 질환 진단 수단으로 주로 이용. 생물의학 연구에도 사용
- 아이오딘-129(Iodine-129): 기내(in-vitro) 진단 실험실에서 방사능 계수기의 점검용으로 사용
- 아이오딘-131(Iodine-131): 원자로 생산. 갑상선암 진단 및 치료(조지 부시 대통령 부부가 I-131을 사용하여 갑상선 질환을 치료 받음) 비정상 간기능, 방광기능 장해, 신장혈액흐름 진단
- 우라늄-234(Uranium-234): 자연색과 빛을 내기 위하여 크라운 및 의치와 같은 치과 보정에 사용
- 우라늄-235(Uranium-235): 원자력발전소 연료, 원자력선 연료로 사용. 유리와 타일에 다양한 착색을 위하여 사용
- 우라늄-238(Uranium-238): 자연계에 가장 풍부하게 존재하는 우라늄의 동위 원소
- 은-110m(Sliver-110m): 원자로 생산. 용광로(고로)에서 고로성능 측정효율, 잔류시간 측정 등에 사용
- 이리듐-192(Iridium-192): 원자로 생산. 반감기 74일. 와이어 형태. 신체내부에 투입하여 암 치료(강내치료), (산업)파이프 용접부, 보일러, 항공기 부품 NDT 시험 등
- 이터븀-169(Ytterbium-169): 원자로 생산. 뇌에서 뇌척수액 연구에 사용, NDT에서 감마영상 획득에 사용
- 이터븀-177(Ytterbium-177): 원자로 생산. Lu-177의 모핵종
- 이트륨-90(Yttrium-90): 원자로 생산. 뇌 강내 치료, 활막연결 확장 시 관절염 통증 완화, 세슘, 금, 루테늄도 사용
- 인-32(Phosphorus-32): 원자로 생산. 적혈구 증가 질환치료, 분자생물학 및 유전 연구에 사용
- 인-33(Phosphorus-33): 분자 생물학 및 유전 연구에 사용
- 인듐-111(Indium-111): 가속기 생산. 뇌 질환 연구, 결장질환, 감염 연구, 특수 진단 연구
- 저마늄-68(Germanium-68): 가속기 생산. PET, Ga-68 발생기용
- 제논-133(Xenon-133): 원자로 생산. 폐포의 가스 교환, 혈액흐름 연구를 위한 핵의학에 사용
- 질소-13(Nitrogen-13): 가속기 생산. PET에 양전자 방출체로 사용, 간질, 치매, 정신병 등 뇌 생리학 및 뇌 병리학 연구
- 철-55(Iron-55): 원자로 생산. 신체 대사(metabolism) 연구에 사용, 전기도금 용액 분석, 공기중 황 존재비 검출에 사용.
- 카드뮴-109(Cadmium-109): 원자로 생산. 스크랩 분류를 위하여 합금의 성분 분 분석에 사용
- 칼슘-47(Calcium-47): 인공 뼈의 구성, 세포의 구성 연구 등 생물의학 연구에 중요하게 활용
- 캘리포늄-252(Californium-252): 항공화물에 숨겨진 폭발물 탐지, 도로, 건물 건설 토양의 수분함량 측정, 저장된 토양 물질의 수분 측정
- 코발트-57(Cobalt-57): 가속기 생산. 장기 크기추정 마커, 기내 진단 시약, 악성 빈혈 진단의 추적자로 사용
- 코발트-60(Cobalt-60): 원자로 생산. 외부방사선 치료, 외과 장비의 살균, 산업용 석유 버너의 신뢰도 및 안전성 향상에 사용. 암치료, 식품조사, 게이지, 방사선투과검사에 사용
- 퀴륨-244(Curium-244): 채광 금속 및 슬러리 성분 분석 등 채광
- 크로뮴-51(Chromium-51): 원자로 생산. 반감기 28일. 적혈구 세포에 표지하여 적혈구 생존 연구에 사용. 위장 단백질 손실량 평가
- 크로뮴-57(Chromium-57): 원자로 생산. 해안 침식 연구에서 모래의 수준 측정
- 크립톤-81(Krypton-81): 발생기(Rh-81) 생산. 천식환자 폐의 호흡 영상 획득, 폐기능 및 폐질환 진단
- 크립톤-85(Krypton-85): 원자로 생산. 산업용 게이지 측정. 세탁, 드라이, 커피메이커, 입체 음향기에서 광지시계, 얇은 플라스틱, 금속판, 고무, 섬유 및 종이의 두께 측정, 먼지 및 오염도 측정에 사용
- 탄소-11(Carbon-11): 가속기 생산. PET에 양전자 방출체로 사용, 간질, 치매, 정신병 등 뇌 생리학 및 뇌 병리학 연구
- 탄소-14(Carbon-14): 주요 연구 수단. 잠재적 신약 개발에서 위험도가 없는 형태로 인체 투입 연구에 효과적. 생물학 연구, 농학, 대기오염 및 고고학 연구(연물질 농축, 50,000년까지 물의 연대 측정)
- 탈륨-201(Thallium-201): 가속기 생산. 핵의학 심장 질환 및 종양 진단에 대한 핵의학에 사용
- 탈륨-204(Thallium-204): 필터 종이의 먼지 및 오염도 측정. 플라스틱, 고무, 섬유, 종이의 두께 측정기
- 테크네튬-99m(Technetium-99m): 발생기(Mo-99 내장) 생산. 핵의학 진단 연구, 방사성의약품(가장보편적임). 다른 화학 형태로 뇌, 뼈, 간, 비장, 신장 영상 및 혈액 흐름 연구에 사용
- 토리아 텅스텐(Thoriated Tungsten): 건설, 항공, 석유화학 제품, 식품처리 장치, 전기용접봉 전극으. 이 제품은 금속 오염이 적고, 아크 안전성이 크고, 점화가 쉬움
- 토륨-229(Thorium-229): 형광의 수명 연장에 도움
- 토륨-230(Thorium-230): 유리, 보석의 착색
- 트리튬(Tritium): 원자로 생산. 의생물학 연구, 잠재적 신약의 안전성 평가 연구, 생명공학, 약학 신체대사 연구. 자발광 항공기, 비상구 표시, 발광 지시계, 게이지, 손목시계, 페인트, 지질 연대측정(NORM. 30년까지 지표수 연대 측정.), 수문학, 액체 폐기물 및 오수 연구의 추적자
- 팔라듐-103(Palladium-103): 원자로 생산. 초기 상태 전립선 암 치료용 영구 피부 이식 선원으로 사용
- 포타슘(칼륨)-42(Potassium-42): 원자로 생산. 관상 혈류에서 포타슘 교환 결정에 사용
- 폴로늄-210(Polonium-210): 사진 필름 및 기타 제품 생산의 정전기 저감에 사용
- 프로메튬-147(Promethium-147): 전기 흡수 온도조절기 및 얇은 금속, 플라스틱, 고무, 섬유, 종이 두께 측정 게이지
- 플루토늄-238(Plutonium-238): 1972년 이후 20기상의 NASA 우주선의 전력으로 사용
- 홀뮴-166(Holmium-166): 원자로 생산. 간암 진단 및 치료를 위하여 개발중
- 황-35(Sulphur-35): 유전 및 분자 생물학 연구에 사용

## 같이 보기
- 핵종
- 방사성 감쇠